# NGC 6818
NGC 6818, aussi appelée nébuleuse de la Petite Pierre Précieuse,  est une nébuleuse planétaire située dans la constellation du Sagittaire. NGC 6818 a été découverte par l'astronome germano-britannique William Herschel en 1787. 

## Observation
La magnitude visuelle apparente de cette nébuleuse est de 9,3 et elle est donc visible en utilisant un petit télescope ou des jumelles dont l'ouverture est de 60 à 70 mm.  

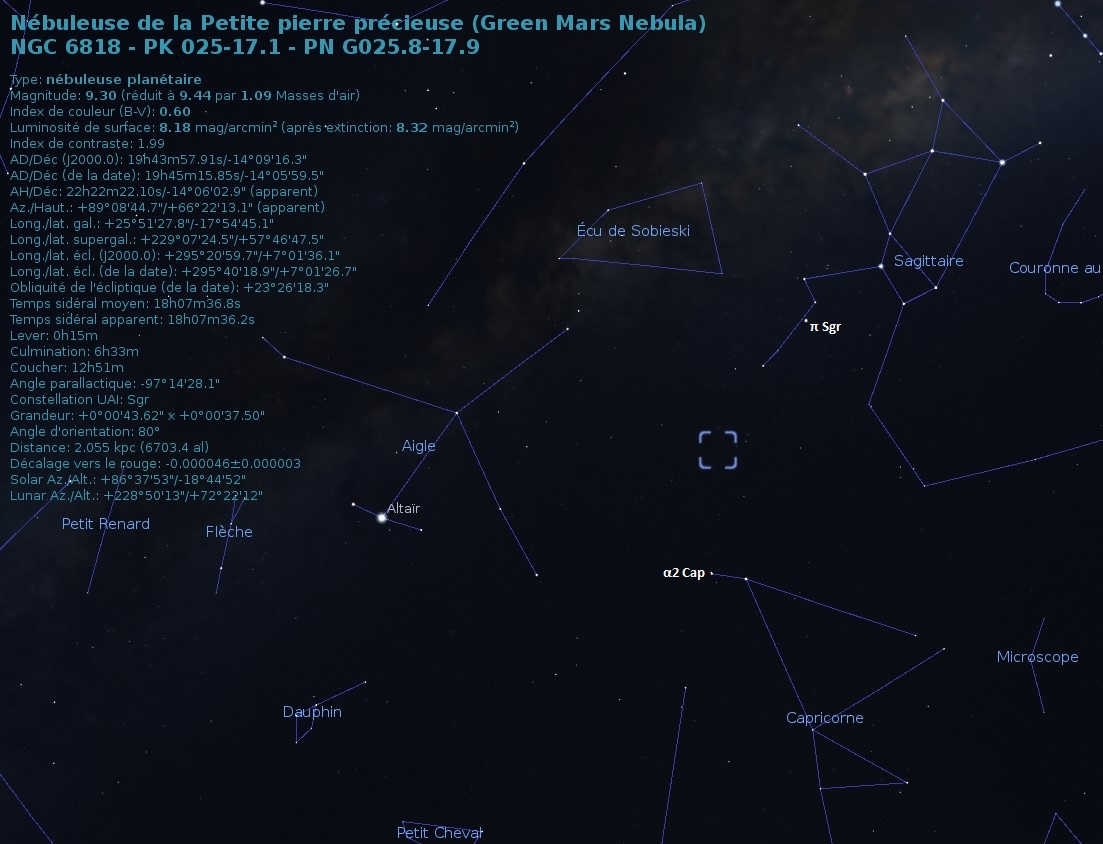
Emplacement de NGC 6818 dans le ciel de la Terre.

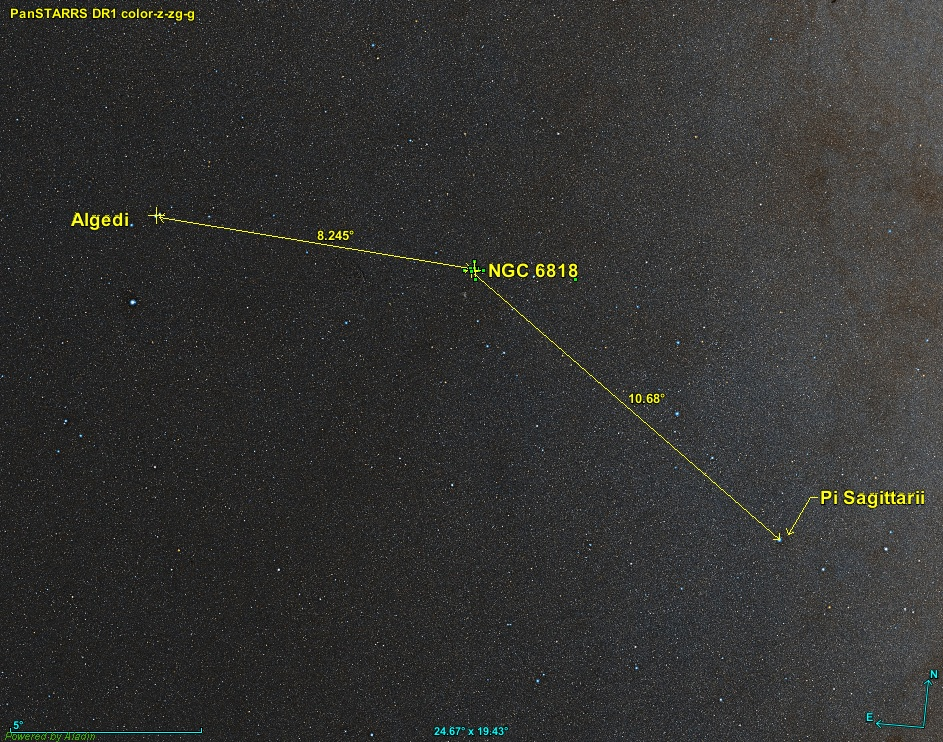
Position de NGC 6818 par rapport à deux étoiles de la constellation du Sagittaire.

Peu d'étoiles parmi les plus brillantes du ciel se trouvent à proximité de NGC 6818. Cependant, deux étoiles facilement visibles à l'œeil nu se trouvent dans la région, mais assez loin de la nébuleuse : Algedi (α2 Cap) est à environ 8,2° au nord-est et Albaldah (π Sgr) à 10,7 au sud-ouest.

## Caractéristiques

### Distance, taille et vitesse
Deux distances assez semblables sont indiquées sur la base de données astronomique Simbad : 2,079 ± 0,416 kpc (∼6 780 al) et environ 2 055 pc (∼6 700 al). Puisque sa taille apparente est de 0,77′,, un calcul rapide montre que son envergure est égale à 1,51 ± 0,30 al. Deux valeurs identiques de la vitesses sont aussi indiquées sur Simbad : −13,8 ± 0,9 km/s et −13,8 km/s.

### Composition chimique
La composition chimique de la nébuleuse ne présente rien de spectaculaire, mais le carbone et l'azote semble plus abondants que dans le Soleil. L'abondance de la plupart des autres éléments est semblable à celle du Soleil.

### Son étoile centrale et sa structure
L'étoile centrale de NGC 6818 est plutôt pâle et c'est possiblement une étoile de type Wolf-Rayet. Les prédictions théoriques lui confère une température d'au moins 140 000 K et une luminosité d'environ 3500 {\displaystyle L_{\odot }}.
Une carte à haute résolution du rapport des raies d'émission (436,3 nm/500,7 nm) de l'oxygène doublement ionisé (O III) a permis d'établir la variation de la température des électrons (en). Cette carte montre une variation de 14 000 K pour les régions près du centre à 11 000 K à sa bordure extérieure. Une telle variation est attendue pour une nébuleuse à haute excitation avec une zone d'hélium doublement ionisé (He++). Il existe un important orifice au nord de la nébuleuse et un plus petit au sud qui proviennent peut-être d'un vent stellaire rapide. Une image composite prise à l'aide de trois filtres montre que l'enveloppe externe de la nébuleuse est à peu près sphérique et qu'il y a une bulle intérieur plus brillante évasée.

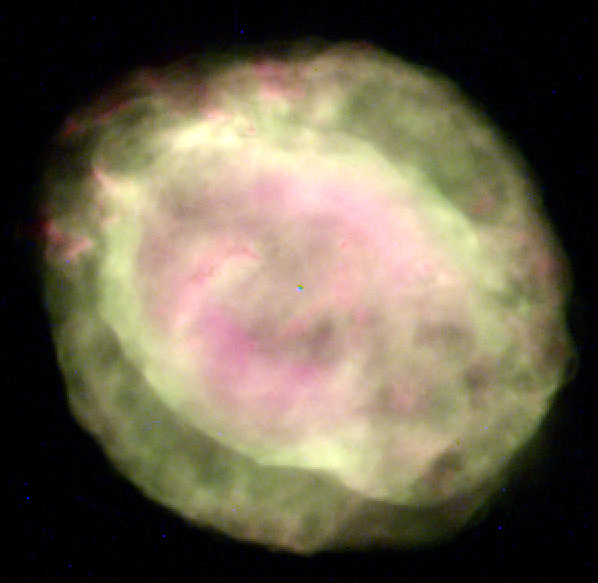
Autre image de NGC 6818 réalisée pas le télescope spatial Hubble.
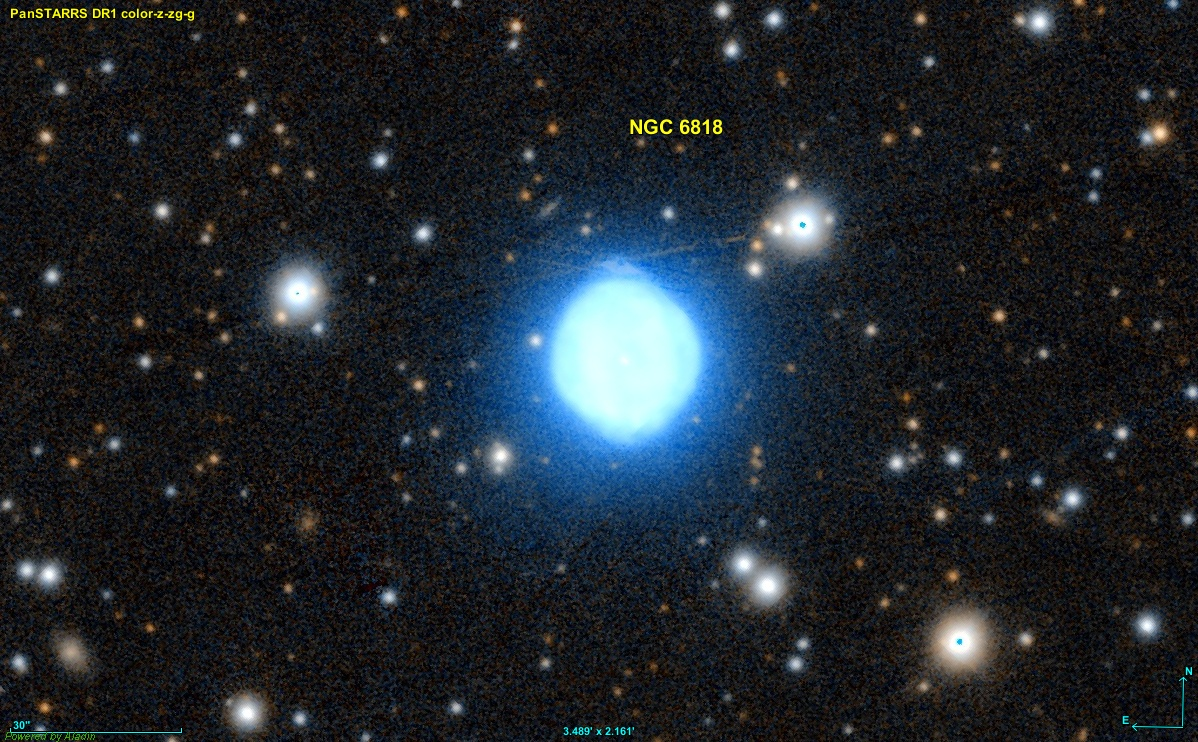
NGC 6818 par le relevé Pan-STARRS.